# シュガー社員
シュガー社員（シュガーしゃいん）とは、社会保険労務士の田北百樹子（たきた ゆきこ）が提唱する、主に若者を中心とした日本的な労働価値観に反感を覚える社会人としての自覚やモラルなどの欠ける者をさす言葉。

## 概要
日本社会以外における労働意識を持った社員も指す造語であり、同業者の石川弘子は同様の社員をモンスター社員と呼んでいる。
2007年10月に出版された『シュガー社員が会社を溶かす』（ブックマン社）が初出。
- 突然何の連絡もなしに会社を辞める。
- 仕事場で叱責すると、親が会社に来て抗議する。
- 定刻通りに出勤しない（時間にルーズ）。
- 会社よりもプライベートを優先し、業務に支障をきたす。
- 自立心が乏しく、自信過剰である。
- 退職のリスクが高く、会社の方針に従わない場合や業務をこなせない場合は退職勧奨を受ける。

など、甘やかされて育った若手社員を砂糖（シュガー）の甘さと虫歯のイメージに喩え、会社を『溶かしてしまう』要因となる、と説いている。

## 特徴

### ヘリ親依存型
『ヘリ親』とは、ヘリコプターペアレントのことで、子供を常に上空から見守り、問題が起きると急降下して介入する親の喩え。何かある度に親が会社にクレームをつけ、本人は親に依存しているため判断力が低い。また、有名企業というネームバリューを享受したいだけのタイプの場合は、どんなに指導しても効果がない。親のクレームを本人に伝えて反応を確認した上で、本人の個性にあった仕事を与え、必要であれば残業させず定時に帰宅させるなどの対応が必要である。

### 俺リスペクト型
異常に自己評価が高く、自身をリスペクト（英:respect)しており、上司に叱られても責任転嫁するタイプ。重要な仕事やスポットライトのあたる仕事を与え、本人のプライドを傷つけないように注意しながら仕事を評価するとよい。

### プリズンブレイク型
仕事を真剣に取り組まず、短期間で簡単に退職してしまうタイプ。自分探しと称して転職を繰り返すため色々な仕事・作業の経験はしている。また、嫌な仕事は一切やりたがらずにとことん避けるタイプ。仕事を与えても放置せずに、仕事の進捗状況を上司がこまめに確認する必要がある。

### ワンルームキャパシティ型
応用力や創造性がなく、極めて限定的な行動・思考しか出来ず、新たな考えを取り込めないタイプ。キャパシティが狭く、あまり成長しないため、周囲の期待との間で摩擦を生じる。言われた事はきちんとこなすので、マニュアルに沿った単純作業を与えるのが適している。

### 私生活延長型
プライベートが最優先であったり、プライベートの問題を職場に持ち込むタイプ。重要な仕事や責任の大きい仕事などは好まず、自分の権利に対しては強い執着を持ち、残業や休日出勤などは一切拒否する。成長が見られない場合は、責任の小さく重要でないポジションに配置するのが得策である。

## 関連書籍
- 『シュガー社員が会社を溶かす』（田北百樹子・著／ブックマン社） ISBN 4893086715
- 『あなたの隣のモンスター社員』(石川弘子・著／文春新書)  ISBN 4166610112